# سترادوو (استان اشوی‌داشکسیه)
سترادوو (به لهستانی: Stradów) یک منطقهٔ مسکونی در لهستان است که در گمینا چارنوچین (استان اشوی‌داشکسیه) واقع شده‌است.